# Choro (personaje popular)
Un choro (proveniente del quechua churu) es una persona elegante o audaz y es utilizada en la mayoría de los países de América Latina, con diversas acepciones; en Chile se puede referir a varios conceptos: monedero, a algo notable y digno de admirar e incluso a un molusco comestible.'

## Historia
La génesis histórica de esta figura se sitúa en el Chile Colonial, como lo retratan las novelas de Alberto Blest Gana; Martín Rivas, personaje de la novela homónima representa fielmente las características sociales y humanas del Roto chileno, el "predecesor" del choro actual. Del mismo autor destacan también las novelas El loco Estero y Durante la Reconquista. 
La escritora chilena Alejandra Araya Espinoza en su libro Ociosos, vagabundos y malentretenidos; en Chile colonial rescata la mirada que Diego Barros Arana tenía sobre estos personajes: “...entre los mayordomos i vaqueros de las haciendas, los sirvientes domesticos i peones que en los campos y en las ciudades se ocupaban en los mas minimos y penosos trabajos industriales, había gran diferencia de posición; i eran los mas menesterosos i desamparados, porque eran también jeneralmente los mas insconstantes en el trabajo los más viciosos i los más inclinados a la vagancia. Las jentes de esta consición, i sobre todo los últimos, eran designados jeneralmente con el apodo depresivo de "rotos", como espresión de la miseria en que vivían i el desaseo i pobreza de sus trajes. Esa palabra, en el lenguaje vulgar del país, era sinónima de plebe"

Más tarde, en 1920, y bajo el alero de las influencias naturalistas, Joaquín Edwards logra situar al roto chileno en el mundo urbano, específicamente en la comuna de Estación Central en Santiago de Chile, en su novela El Roto. Esta expone un modo de vida y valores de la que la sociedad acomodada de la época buscaba alejarse e ignorar, ampliando la brecha de marginalidad existente. En "Nota referente al Prólogo" de la misma novela se expone de esta manera al personaje, mostrando el sincretismo cultural del que era evidencia y producto:
"...el roto es el minero, el huaso, el soldado, el bandido; lo más interesante y simpático que tiene mi tierra; es el producto del indio y el español fundidos en la epopeya de Arauco; es el pueblo americano, fuerte y fatalista, muy semejante en toda la América española, desde el pelao de México hasta el criollo de las provincias argentinas." 
Como exponen Viviana Gallardo, José Luis Martínez y Nelson Martínez en Indios y Rotos: El surgimiento de nuevos sujetos en los procesos de construcción identitaria latinoamericana, el Roto incrementa y afianza la identidad chilena generada en el discurso de las élites dominantes que le asignan características diversas e incluso antagónicas. Citando a Rolf Foerster, el roto nace con la república, aunque su fuerza simbólica viene del indio.
Entrados ya en medio del siglo XXI, se empieza a gestar lo que hoy conocemos como un choro o un flaite. En El Flaite: Entre la exclusión y la pertenencia, de González y Vásquez, se describe que los acontecimientos sociales ocurridos en este periodo son sus antecedentes directos. La dictadura, el neoliberalismo, la posmodernidad y la globalización; siendo esto último clave en la identidad que este personaje adquirió en los inicios del siglo XXI.